# Pozuelos de Calatrava (ort)
Pozuelos de Calatrava är en ort i Spanien.   Den ligger i provinsen Provincia de Ciudad Real och regionen Kastilien-La Mancha, i den centrala delen av landet, 170 km söder om huvudstaden Madrid. Pozuelos de Calatrava ligger 584 meter över havet och antalet invånare är 477.
Terrängen runt Pozuelos de Calatrava är varierad. Pozuelos de Calatrava ligger nere i en dal. Runt Pozuelos de Calatrava är det glesbefolkat, med 8 invånare per kvadratkilometer. Närmaste större samhälle är Alcolea de Calatrava, 10,6 km norr om Pozuelos de Calatrava. Trakten runt Pozuelos de Calatrava består till största delen av jordbruksmark.